# 恐蟹類
恐蟹類（学名: Dinocaridida もしくは Dinocarida）とは、基盤的な節足動物と考えられる古生物の分類群である。分類学上は恐蟹綱（きょうかいこう）とされる。アノマロカリスなどのラディオドンタ類と、オパビニアなどのオパビニア類が含まれる。体は先頭に発達した前部付属肢、両筋に数多くの鰭をもつ。構成種は主にカンブリア紀に生息した海棲動物だが、オルドビス紀とデボン紀の種類もわずかに知られている。

## 名称
学名「Dinocaridida」または「Dinocarida」はギリシア語の「δεινός」（deinos、恐ろしい）と「καρίς」（caris、カニまたはエビの意、水生節足動物の学名に常用される接尾辞）の合成語で、「恐ろしいカニ/エビ」を意味する。捕食者と思われる種類が多かったことと、甲殻類の腹部に似た前部付属肢の形に由来する。
日本語では恐蟹綱 (きょうかいこう) と呼ばれる。中国語では恐蝦類（恐蝦綱）と呼ばれる。
アノマロカリス、オパビニア、パンブデルリオンとケリグマケラという代表的な4属の学名「Anomalocaris、Opabinia、Pambdelurion、Kerygmachela」に因み、「AOPK group」と呼ばれることもある。

## 定義
本群の文献によって採用された学名と分類学上の扱いの違いは、次の通りに挙げられる。
Collins (1996) による
本群の原記載。「Dinocarida」（綱）と命名され、ラディオドンタ類とオパビニア類のみ含まれる。節足動物とされる。
Hou et al. (2006) による
「Dinocarida」を「Dinocaridida」へ改訂し、パンブデルリオンとケリグマケラを本群に追加される。節足動物とは別系統の単系統群とされる。これは本群が創設される以前の、Hou et al. 1995 に採用された Dicephalosomita（綱）の構成に等しい。
Vinther et al. (2014) による
Collins (1996) による「Dinocarida」を採用し、オパビニア類・ラディオドンタ類・真節足動物とそれらの最も近い共通祖先を含んだ単系統群とされる。
それ以外の多くの文献では、ラディオドンタ類、オパビニア類、パンブデルリオンとケリグマケラ類のみを含む分類群で、「Dinocaridida」もしくは「dinocaridids」と呼ばれ、節足動物のステムグループ（絶滅した基部系統）の一部に該当する側系統群として便宜的に用いられる。本項目は、この定義に基づいて本群を記述する。

## 形態

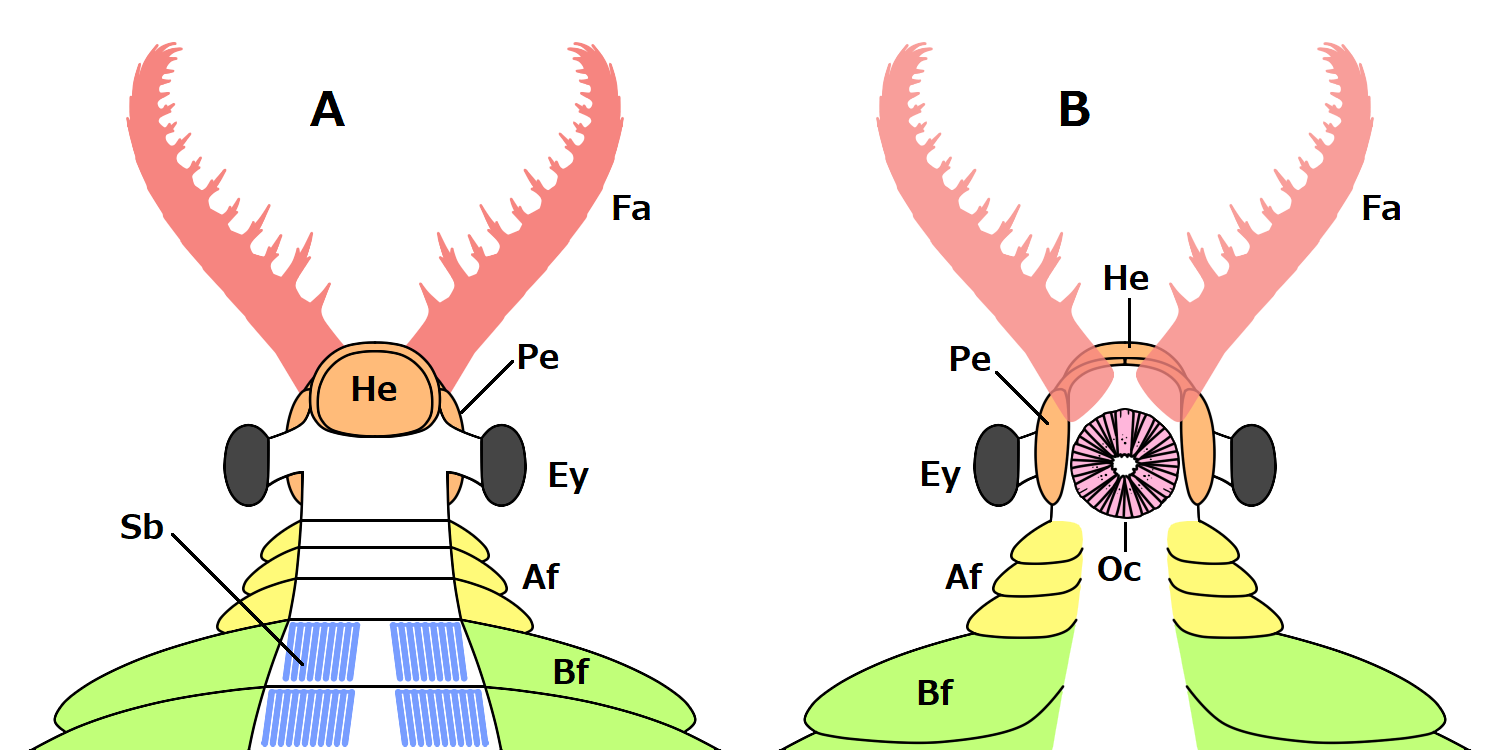
ラディオドンタ類の前半身の外部形態
A: 背面、B: 腹面、Af, Bf、鰭、Ey: 複眼、Fa: 前部付属肢、He, Pe: 甲皮、Oc: 歯、Sb: setal blade

恐蟹類の古生物は、左右対称で体節制をもつ動物であり、数多くの体節からなる体は大まかに見かけ上分節のない頭部と、多数の体節を含んだ胴部という少なくとも2つの合体節に分かれている。最大の共通点は、先頭1対の強大な前部付属肢と、胴部の両筋に並んだ複数対の鰭（ひれ）である。大部分の表皮（クチクラ）は柔軟で、特に胴部は節足動物において一般的な外骨格はほぼ存在しない。硬質な外骨格は、口器（歯）を除けばラディオドンタ類の局所（前部付属肢、甲皮、および一部の種類の顎基様の構造体）のみ認められる。

### 頭部

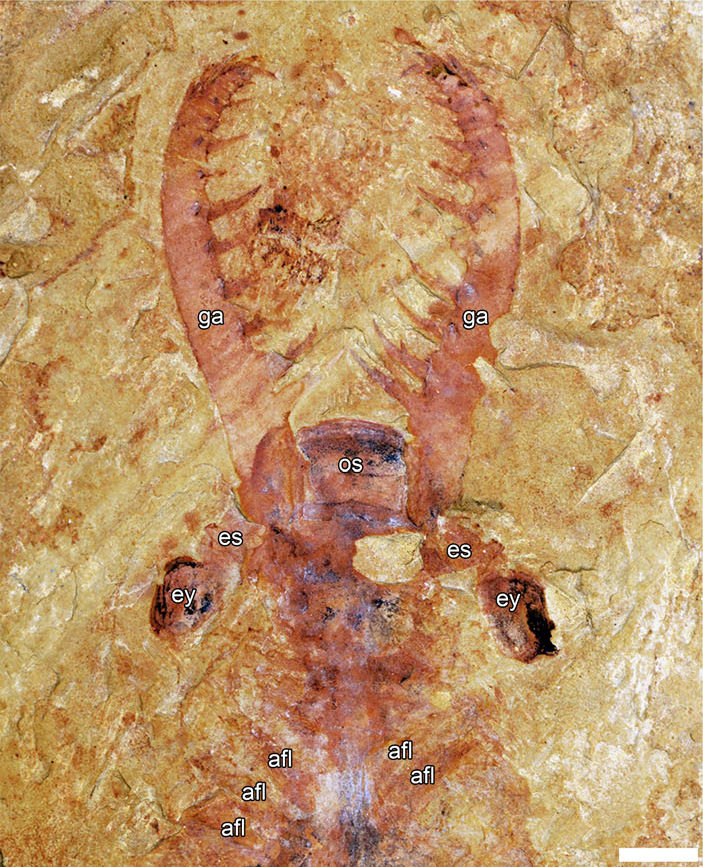
ラディオドンタ類のインノヴァティオカリスの前半身。頭部の前部付属肢（ga）、甲皮（os）、眼柄（es）と複眼（ey）を示す。

頭部は見かけ上体節に分かれておらず、脳の解釈（後述参照）により先節（ocular somite）のみ、もしくは先節と第1体節の癒合でできたと推測される。多くの種類は前背面からやや突出した丸い部分（head lobe）が認められ、これはパンブデルリオンの場合では数対の突起が並び、ラディオドンタ類とミエリテリンの場合では背側の硬い甲皮（anterior sclerite, H-element）に覆われている。

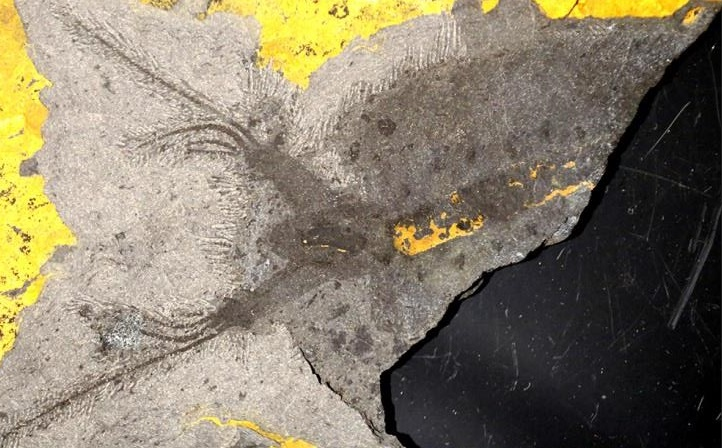
ケリグマケラの前半身。頭部中央の突出部と長大な前部付属肢を示す。
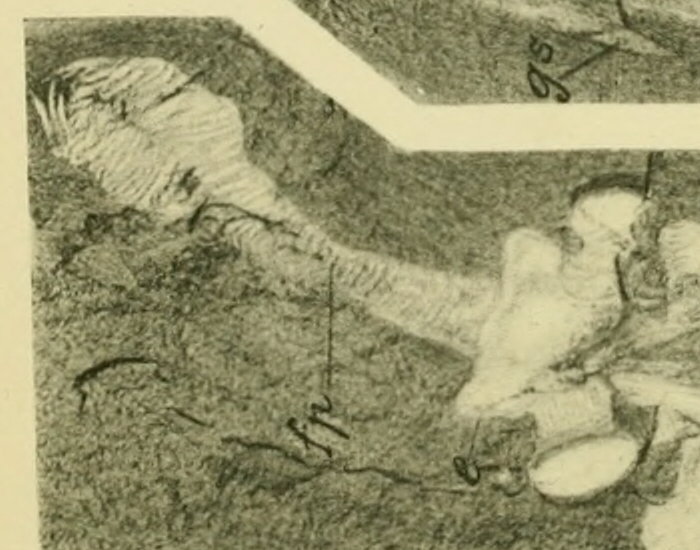
オパビニア類のオパビニアの頭部。眼柄に突出した眼と吻に癒合した前部付属肢を示す。

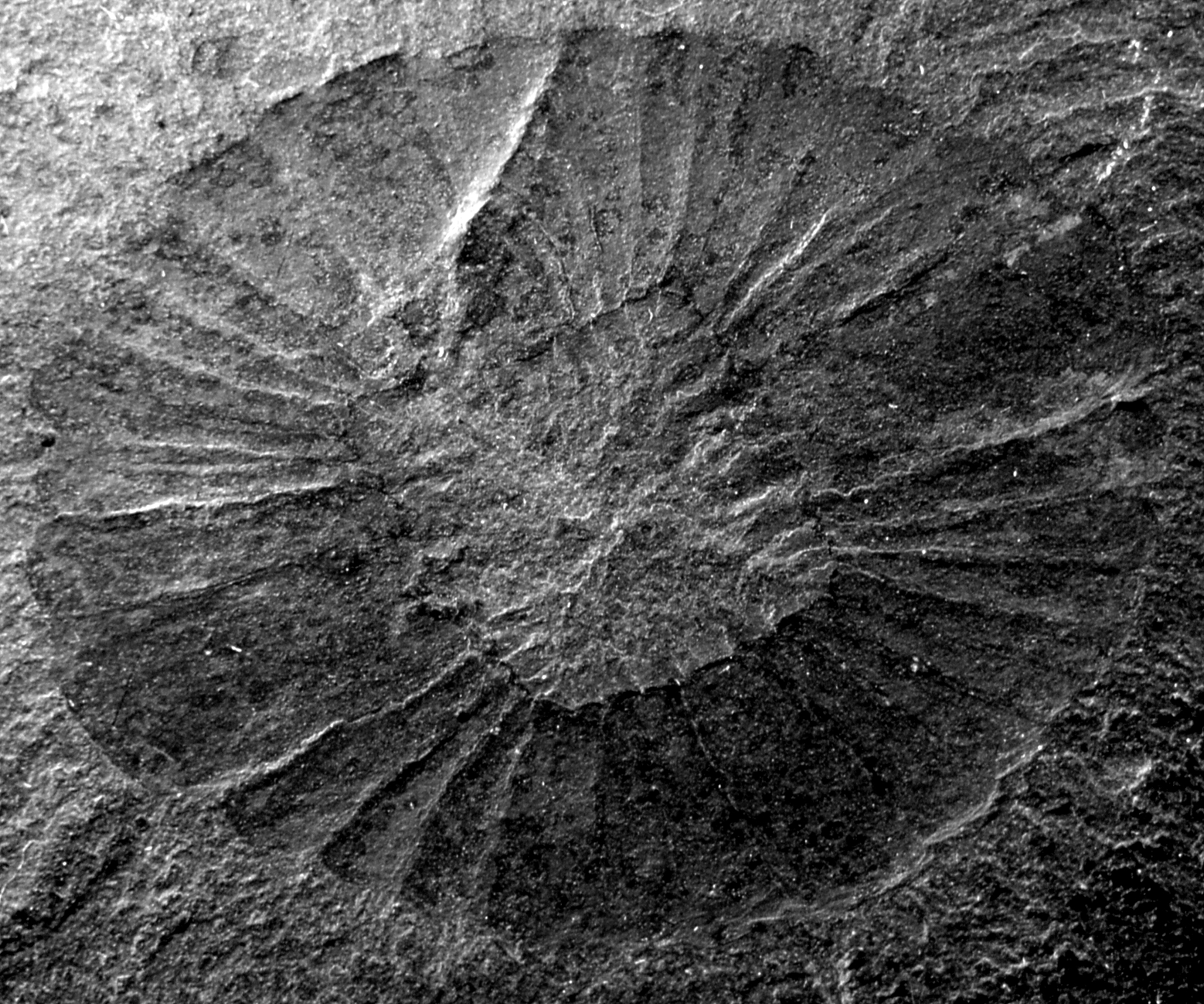
ラディオドンタ類のペイトイアの歯

先頭には1対の強大な前部付属肢（frontal appendage）が突出し、内側に棘（内突起 endite）が並んでいる。これはラディオドンタ類では関節と外骨格でできた頑強な関節肢であるが、他の種類では葉足（後述）のように柔軟で環形の筋（annulation）に分かれている。オパビニア類とミエリテリンの場合、前部付属肢は基部が左右癒合して1本の吻に特化する。この付属肢は文献により先節（前大脳性）と第1体節（中大脳性）のいずれかに由来とされる（ラディオドンタ類#前部付属肢の対応関係とケリグマケラ#脳を参照）。
左右の側眼（lateral eye）は知られる限り複眼であり、眼柄に突出する、もしくは前部付属肢の付け根近くに配置される。一部の種類は、頭部の背面中央に中眼（median eye）をもつことが認められる。
口は頭部の腹側に開口し、放射状の歯をもつものが少なからず確認される。ラディオドンタ類の場合は特化が進み、十字放射ないし三放射のドーム状の構造（oral cone）となっている。

### 胴部

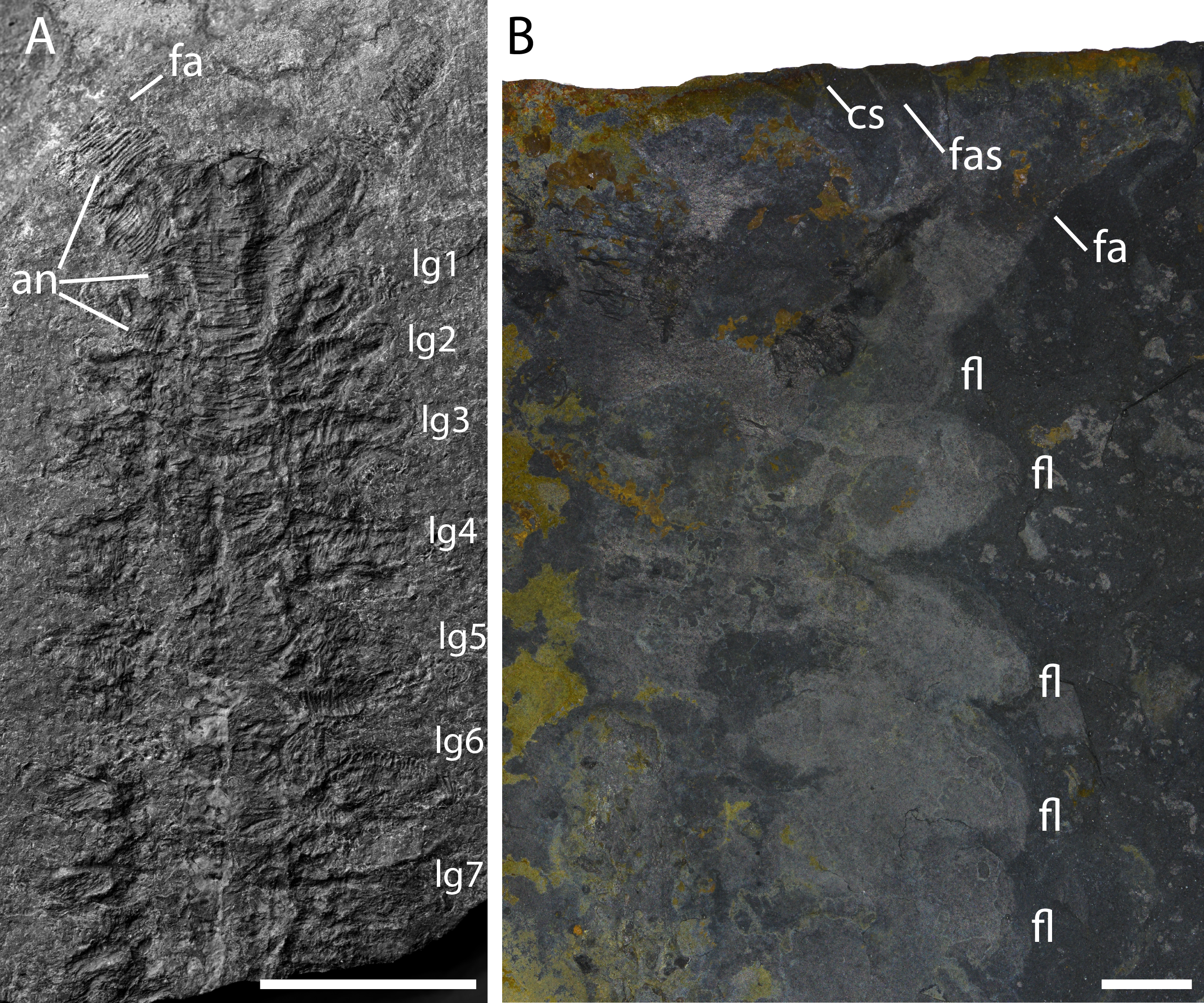
パンブデルリオンの環形の筋（an）、葉足（lg）と鰭（fl）

胴部は数節から二十数節（多くは十数節）の体節（胴節）を認め、その表面は種類によって数多くの環形の筋、もしくは明瞭な体節境界に分かれている。節足動物において一般的な背腹の外骨格（背板 tergite と 腹板 sternite）は存在しない。ラディオドンタ類の場合、前の3–6胴節が集約して「頸」となっている。

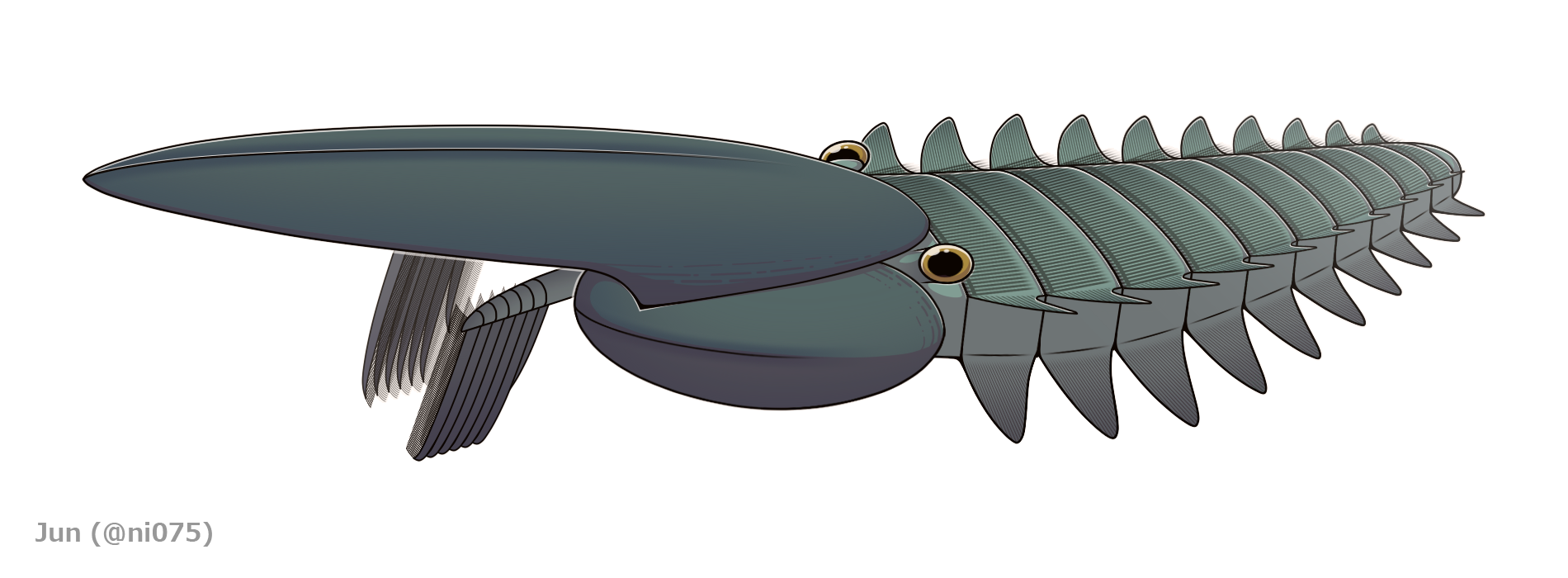
ラディオドンタ類のエーギロカシス。胴節ごとに2対の鰭をもつ。

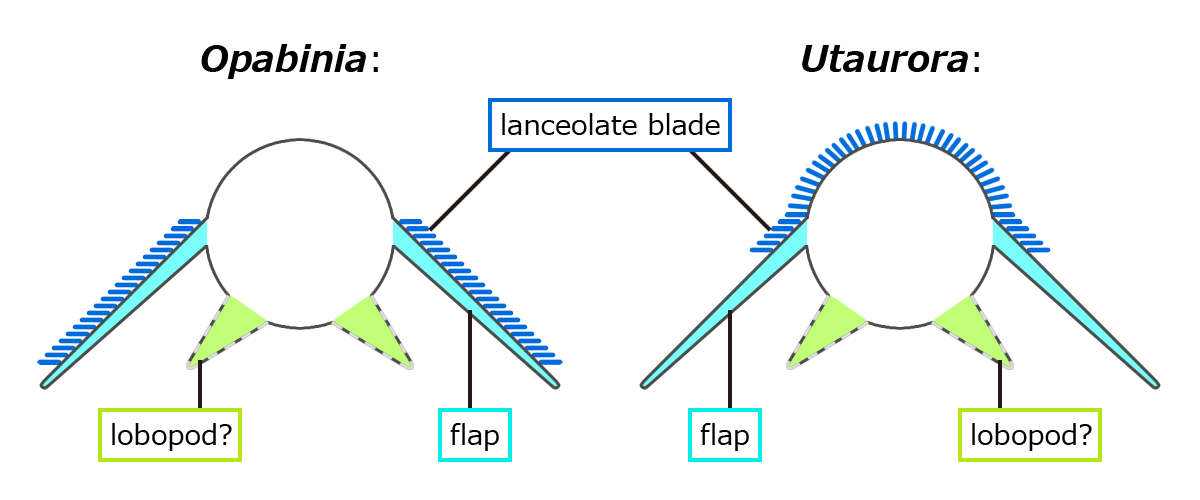
オパビニア類の胴節断面
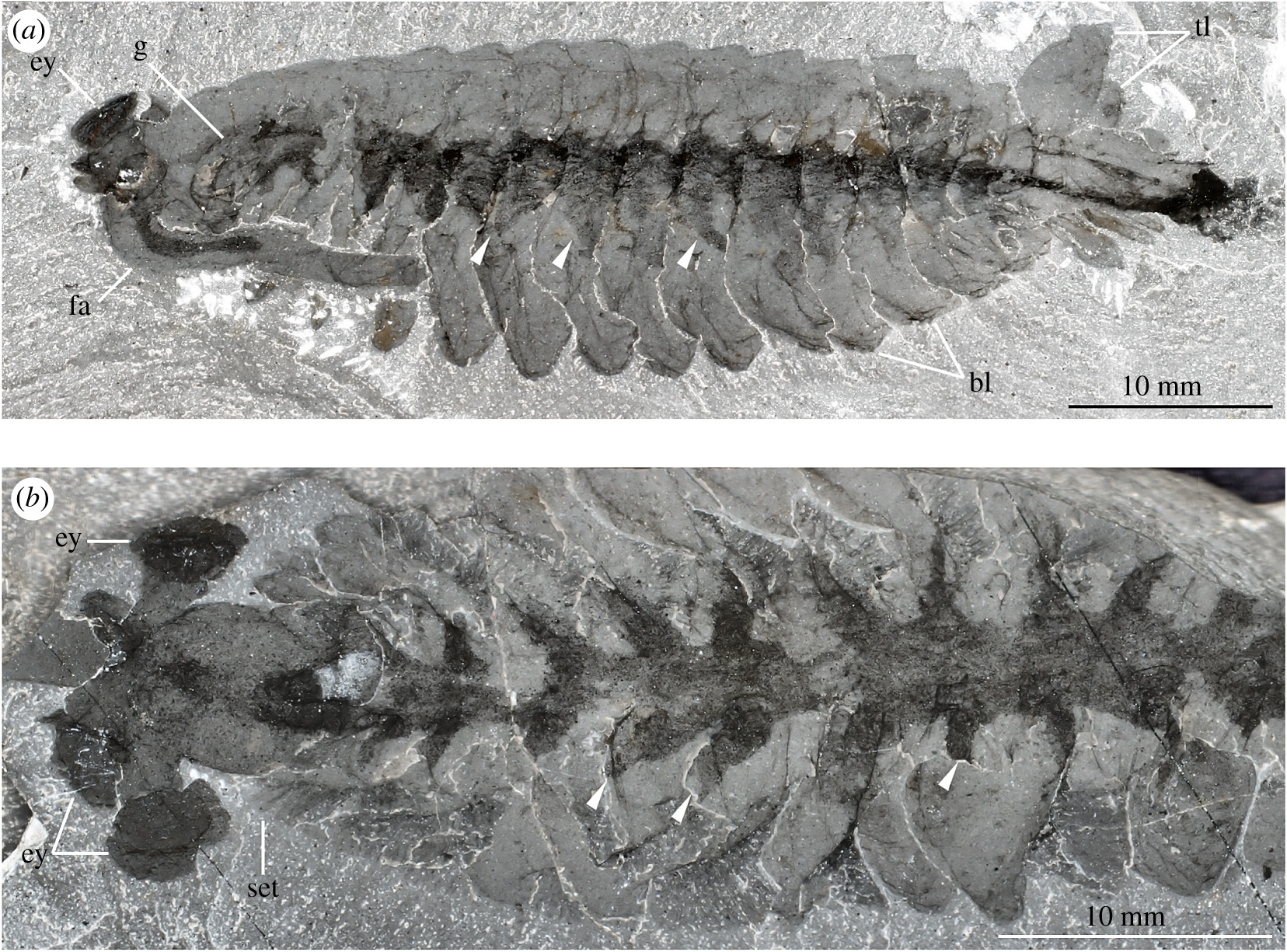
オパビニア（オパビニア類）の全身化石。体節境目と鰭を示す。

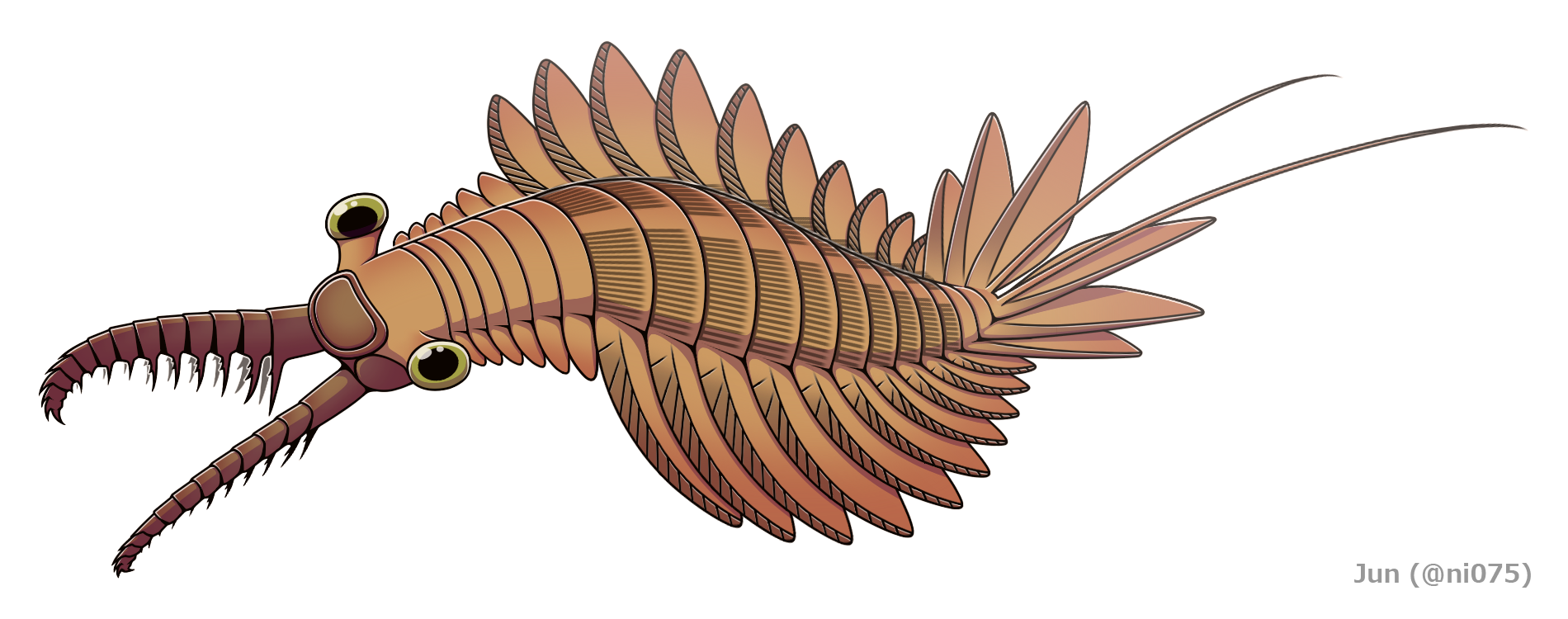
ラディオドンタ類のインノヴァティオカリス。尾扇と尾毛をもつ。

対になる鰭（body flap, lobe）を左右にもち、通常では1胴節につき1対だが、背腹2対をもつ例もわずかに知られている。少なくともオパビニア類、ミエリテリンとラディオドンタ類では、他の節足動物の外葉（exite）に相同とされ、鰓と思われる櫛状の構造体（lanceolate blade, setal blade）が鰭ないし胴節の表面に並んでいる。ラディオドンタ類以外の種類では、鰭の下に葉足動物に似た柔軟な脚、いわゆる葉足（lobopod）の存在が確認できるものがある。一部のラディオドンタ類は、前方数胴節の腹面に鋭い顎基様の構造体（gnathobase-like structure）をもつとされる。
末端の尾部は種類により対に並んだ尾鰭（尾扇 tail fan）・1対の尾毛（cercus）・1本の尾に似た突起（tail spine）などをもち、後者は他の節足動物の尾節（telson）に相同とされる。

### 内部構造

パンブデルリオンの胴部（青）と葉足（赤）の筋肉

胴部の両筋に付属肢の筋肉組織が対になって並び、胴節ごとに上下2対の付属肢をもつ場合は腹側の付属肢（葉足と腹側の鰭）のみ発達した筋肉をもつ。少なくともパンブデルリオンとケリグマケラの場合、胴部の筋肉は縦に長くほぼ体の全長を走り、一般的な節足動物のように体節ごとに分かれることはない。
消化管は節足動物的で、とりわけ中腸は体節に対応する消化腺（digestive gland, diverticula, 中腸腺 midgut gland）が数対から十数対ほど並ぶ。このような消化管は、フーシェンフイア類、メガケイラ類、イソキシス類や三葉虫など他の早期な節足動物に共通し、本群に近縁とされるシベリオン科の葉足動物を除けば他の汎節足動物に見当たらない特徴である。また、パンブデルリオンとケリグマケラは肥厚に特化した咽頭、ラディオドンタ類は長大に特化した前腸をもつ。

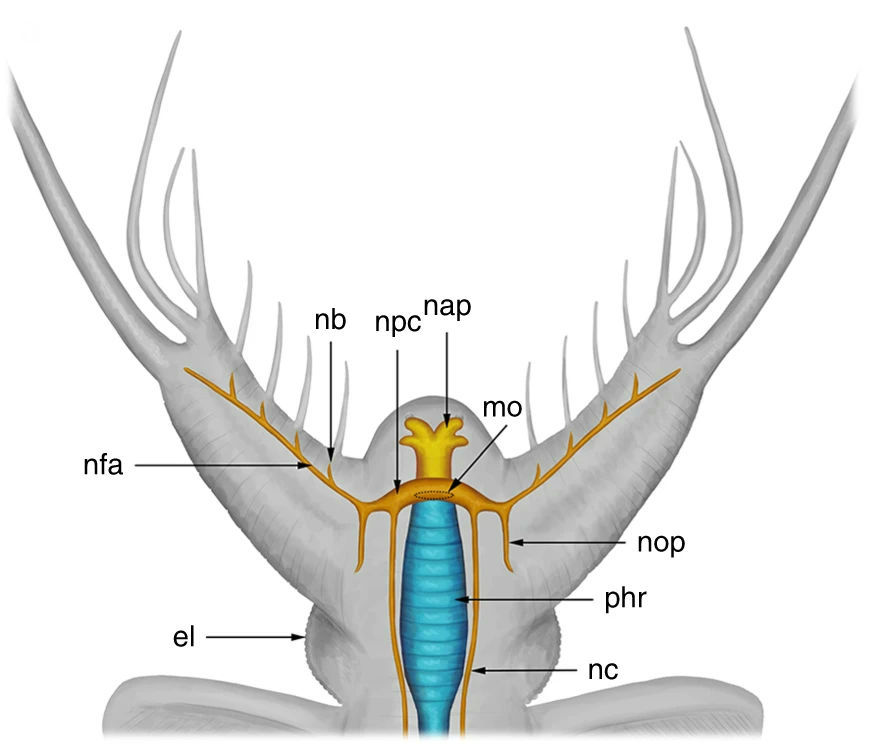
ケリグマケラの脳（黄色）と咽頭（青）

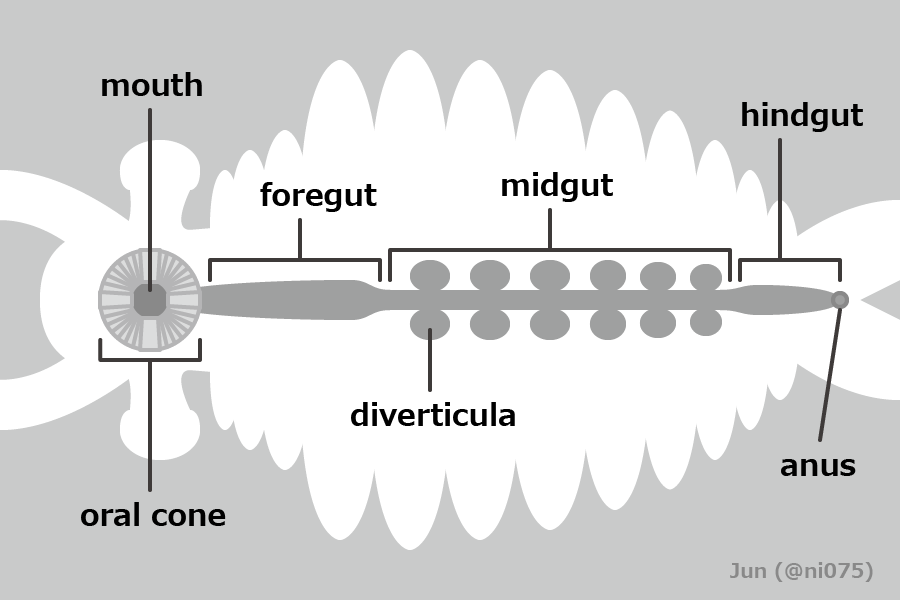
ラディオドンタ類の消化系
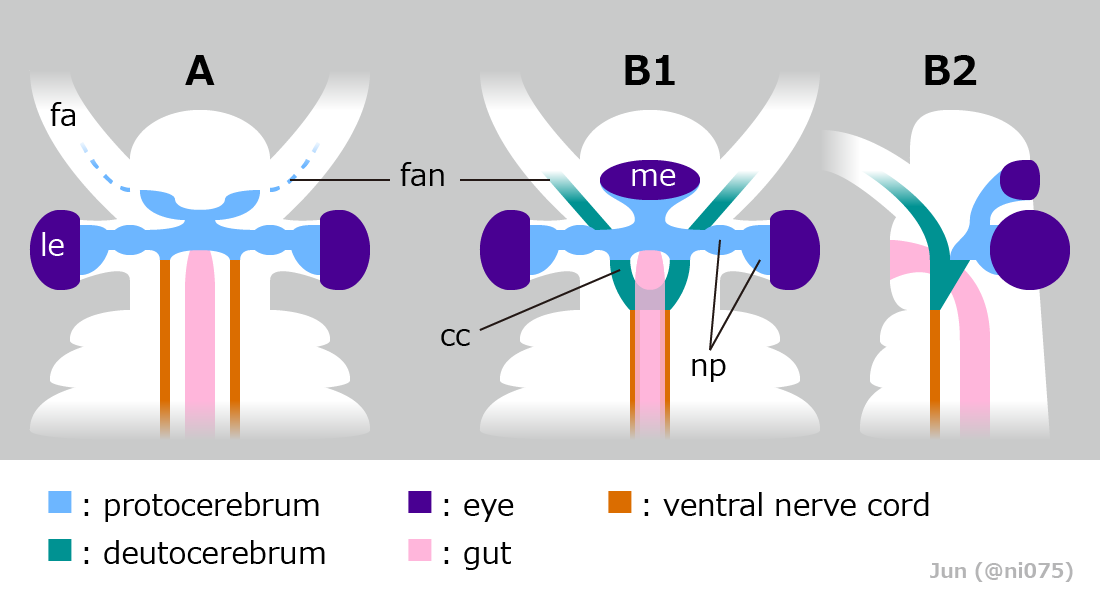
ラディオドンタ類の脳に対する2つの解釈

神経系は知られる限り単調なはしご形神経系であり、腹神経索（ventral nerve cord）は神経節（ganglion）をもたない。脳は一般的な節足動物（前大脳 protocerebrum・中大脳 deutocerebrum・後大脳 trirocerebrum をもつ）より単調とされるが、これは文献により先節由来の前大脳のみ（前部付属肢と視神経に対応）、もしくは先節由来の前大脳（視神経に対応）と第1体節由来の中大脳（前部付属肢に対応）をもつとされる。

## 生態
多くの恐蟹類は遊泳性であったと思われ、現生のコウイカやエイのように両筋の鰭を波打つして海中を泳いでいたと考えられる。鰭もしくは胴部にある櫛状の構造体は呼吸用の鰓とされ、葉足をもつ種類はそれを用いて海底を歩いていたと考えられる。多くの種類は捕食者であったと考えられるが、濾過摂食や懸濁物食に適したようなものもいくつか発見されている。

## 分布と生息時代
ほとんどの恐蟹類はカンブリア紀の堆積累層から発見される。その中でラディオドンタ類は飛び抜けて多様で、分布域・生息時代とも最も幅広い。ユーラシア大陸・アフリカ大陸・北アメリカ大陸の計数十点の堆積累層から化石が見つかり、特にカナダのバージェス頁岩（バージェス動物群）と中国の Maotianshan Shale（澄江動物群）では数多くの種類が産出して代表的である。地質時代の記録はカンブリア紀第三期冒頭（約5億2,100万年前）からデボン紀前期（約4億年前）まで、恐蟹類の最古と再晩期の記録を両方含む。
一方、他の群は分布域が狭くてほとんどがカンブリア紀のみに生息し、オパビニア類は北アメリカ大陸のバージェス頁岩と Wheeler Formation のみ、パンブデルリオンとケリグマケラはグリーンランドのシリウス・パセットのみ、ユタナックスとモブラヴェルミスはそれぞれアメリカの House Range と Pioche Shale のみから発見される。ミエリテリンは例外的にオルドビス紀に生息し、イギリスの Castle Bank Biota から発見される。

## 系統関係
恐蟹類の古生物は節足動物のステムグループ（絶滅した基部系統）に当たる基盤的な節足動物として広く認められ、葉足動物から真正の節足動物（真節足動物）へ進化する各段階を表した中間型生物とされる。例えば本群の中で基盤的とされるパンブデルリオンは、環状の筋に分かれた表皮と発達した葉足をもち、葉足動物の特徴が顕著に認められる。その一方、派生的とされるラディオドンタ類は、関節肢・複眼・甲皮・体節境目など、重要な節足動物的性質が頭部に出揃っている。消化腺をもつ中腸は早期な節足動物に共通しており、背腹2種類の付属肢構造（背側の鰭/鰓と腹側の葉足/鰭）も、節足動物の外葉と内肢からなる二叉型付属肢の起源を示唆する特徴として重要視されている。
また、シベリオン、メガディクティオン、およびジェンシャノポディアなどというシベリオン類の葉足動物は、本群に似た強大な前部付属肢と対になる消化腺をもつ。そのため、これらの葉足動物は典型的な葉足動物と恐蟹類の中間型生物と考えられ、節足動物の基部系統の基底に位置付けられる。
節足動物らしからぬ放射状の歯を基に、恐蟹類を環神経動物（Cycloneuralia, 鰓曳動物・線形動物など汎節足動物以外の脱皮動物を含む群）とする少数派な異説もあったが、前述の証拠と系統解析に支持されず、2010年代以降では徐々に衰退するようになった。環神経動物に共通とされる放射状の歯は、他の汎節足動物でも一般に見られることにより、単に真節足動物の系統で退化した脱皮動物の祖先形質であることが示唆される。

## 下位分類
恐蟹綱（Dinocaridida）の目階級の下位分類としてラディオドンタ類（ラディオドンタ目、放射歯目 、Radiodonta）のみ知られ、かつてこの目の全ての構成種はアノマロカリス科（Anomalocarididae）のみに含まれたが、Vinther et al. 2014 以降ではそのほとんどが新設した別の科に再分類されるようになった（詳細はラディオドンタ類#名称とラディオドンタ類#下位分類を参照）。それ以外ではオパビニアとユタウロラはオパビニア類（オパビニア科 Opabiniidae）に分類され、残りのパンブデルリオンとケリグマケラは2020年代まででは目・科階級の上位分類を特に決められないが、便宜上に「gilled lobopodians」（鰓のある葉足動物）としてまとめられることが多く、後者は2023年以降から一部の新属と共にケリグマケラ科（Kerygmachelidae）に分類されるようになった。
かつて本群に含まれ、ラディオドンタ類として解釈されたパラペイトイアは、2010年代以降では別系統の節足動物（メガケイラ類）の見間違いであると判明した（パラペイトイア#系統関係を参照）。
- 恐蟹綱[50] Dinocaridida [2][3]
  - パンブデルリオン属 Pambdelurion [46][3]
  -  ?オムニデンス属 Omnidens [52][28][21]
  - ミエリテリン属 Mieridduryn （オパビニア科に含めるともされる）[29][21]
  - ケリグマケラ科 Kerygmachelidae[21]
    - ケリグマケラ属 Kerygmachela [45][3][21]
    - ユタナックス属 Utahnax [47][21]
    - モブラヴェルミス属 Mobulavermis [21]

  - オパビニア科 Opabiniidae [53][10]
    - オパビニア属 Opabinia [53][2]
    -  ?（属）Myoscolex [54][55]
    - ユタウロラ属 Utaurora [10]

  - ラディオドンタ目（放射歯目[50]）Radiodonta [2] - ラディオドンタ類（放射歯類）
    - ？ククメリクルス属 Cucumericrus [18]
    - ？カリョシントリプス属 Caryosyntrips [56]
    - パラノマロカリス属 Paranomalocaris [57]（アノマロカリス科に含めるともされる[38]）
    - ラミナカリス属 Laminacaris [58]（アンプレクトベルア科に含めるともされる[59]）
    - ホウカリス属 Houcaris （タミシオカリス科に含めるともされる[60]）
    - インノヴァティオカリス属 Innovatiocaris [61]（アノマロカリス科に含めるともされる[21]）
    - アノマロカリス科 Anomalocarididae [62][63] - アノマロカリス類
      - アノマロカリス属 Anomalocaris [64][2][7]
      - レニシカリス属 Lenisicaris [63]

    - アンプレクトベルア科 Amplectobeluidae [19][25]
      - アンプレクトベルア（アムプレクトベルア）属 Amplectobelua [18]
      - ライララパクス属 Lyrarapax [26]
      - ラムスコルディア属 Ramskoeldia [25]

    - タミシオカリス科 Tamisiocarididae [65]（=Cetiocaridae[19]）
      - タミシオカリス属 Tamisiocaris [19]

    - フルディア科 Hurdiidae [19][59]/ペイトイア科 Peytoiidae [21]
      - ペイトイア（ペユトイア）属 Peytoia [66]（= ラガニア属 Laggania [66]、=カスビア属 Cassubia [67]）[68]
      - スタンレイカリス属 Stanleycaris [69][70][71][27]
      - シンダーハンネス属 Schinderhannes [12][19]
      - ウースリナカリス属 Ursulinacaris [72]
      -  ? ゼンヘカリス属 Zhenghecaris [73][39]
      - ブッカスピネア属 Buccaspinea [74]
      - モスラ属 Mosura [31]
      - フルディア亜科 Hurdiinae [31]
        - フルディア属 Hurdia [53]（=プロボシカリス属 Proboscicaris [75]）[76]
        - パーヴァンティア属 Pahvantia [77][59]
        - カンブロラスター属 Cambroraster [33]
        - コーダティカリス属 Cordaticaris [78]
        - ティタノコリス属 Titanokorys [79]

      - エーギロカシス亜科 Aegirocassisinae [80]
        - エーギロカシス属 Aegirocassis [13][80]
        - スードアングスティドントゥス属  Pseudoangustidontus [81][80]